# 凡尔登区
凡尔登区（法語：Arrondissement de Verdun）是法国默兹省所辖的一个区。总面积2828.6平方公里，总人口83828，人口密度30人/平方公里（2018年）。主要城镇为凡尔登。

## 辖区
凡尔登区辖有254个市镇。